# Naishadha Charita
Naishadha Charita, também conhecido como Naishadhiya Charita (Naiṣadhīya-carita), é um poema em sânscrito sobre a vida de Nala, o rei de Nishadha. Escrito por Sriharsha, é considerado um dos cinco mahakavyas (grandes poemas épicos) do cânone da literatura sânscrita .:136 Foi composto por Śrī Harṣa na corte do rei Gahaḍavāla Jayachandra.

## Conteúdo
Naishadha Charita apresenta a história da infância de Nala; sua paixão por Damayanti, seu casamento e lua de mel.

Este mahakavya é dividido em duas partes – Purva e Uttara, cada uma delas contendo onze cantos ou divisões. Sua história é a de Nala e Damayanti, filha de Bhima, o rei de Vidarbha. Esta história é relatada pela primeira vez na 3ª parte do Vanaparva do Maabárata, onde o tratamento é diferente. A linguagem do Naishadha Charita é altamente elaborada e polida, com jogo contínuo de palavras e variedade de metros. O Shishupala Vadha de Magha e o Naishadha Charita de Sriharsha são considerados testes para estudiosos;:136 do Naishadha diz-se que é Naishadham Vidvad-aushadham, ou seja, o "tônico dos estudiosos".:146